# Yann Moulier-Boutang
Yann Moulier-Boutang (Boulogne, Hauts-de-Seine, Francia, 19 de junio de 1949 (75 años) es un economista y ensayista francés defensor de la renta básica universal, que justifica con su libro L'abeille et l'économiste (La abeja y el economista), sosteniendo que todos los hombres crean valor económico de la misma manera que las abejas polinizan. 
Yann Moulier-Boutang participa en 1968 con en el Movimiento 22 de marzo. De 1970 a 1975 estudia en la Escuela Normal Superior de París. En 1973 conoce a Toni Negri, quien influirá notablemente en su trabajo.
Actualmente es profesor de ciencias económicas en la Universidad de tecnología de Compiègne en Francia.

## Algunas publicaciones
- Économie politique des migrations clandestines de main d’œuvre, Publisud, 1986

- Cent ans d’immigration : étrangers d’hier, Français d’aujourd’hui, in Cahiers de l'INED, 1991 (con Michèle Tribalat, Jean-Pierre Garson, Roxane Silberman)

- Althusser : une biographie (1ª partie), Grasset, 1992 (reedición de bolsillo en 2002)

- Des entreprises pas comme les autres : Benetton en Italie, le Sentier à Paris, Publisud, 1993 (con Maurizio Lazzarato et Antonio Negri)

- Le bassin de travail immatériel (BTI) dans la métropole parisienne : mutation du rapport salarial dans les villes du travail immatériel, L’Harmattan, 1996 (con Antonella Corsani, Maurizio Lazzarato, Antonio Negri)

- La balade des droits civiques, in Papiers, Les Yeux ouverts, 1996 (panfleto)

- De l’esclavage au salariat : économie historique du salariat bridé, PUF, 1998

- Prefacio, index y edición de Louis Althusser, Lettres à Franca, 1961-1973, Stock-Imec, 1998 (con François Matheron)

- Le droit dans la mondialisation : une perspective critique, PUF, 2002 (con Monique Chemillier-Gendreau)

- La révolte des banlieues ou Les habits nus de la République. Ed. Amsterdam, 2005

- Le capitalisme cognitif : la nouvelle grande transformation. Ed. Amsterdam, 2007

- L’abeille et l’économiste. Ed. Carnets Nord, 2010

En español:
- Moulier-Boutang, Yann (2006). De la esclavitud al trabajo asalariado. Ediciones AKAL. ISBN 9788446019770. Consultado el 1 de agosto de 2016.
- Moulier-Boutang, Yann (2012). La abeja y el economista. Traficantes de Sueños. Consultado el 1 de agosto de 2016.